# Armia Polska we Francji

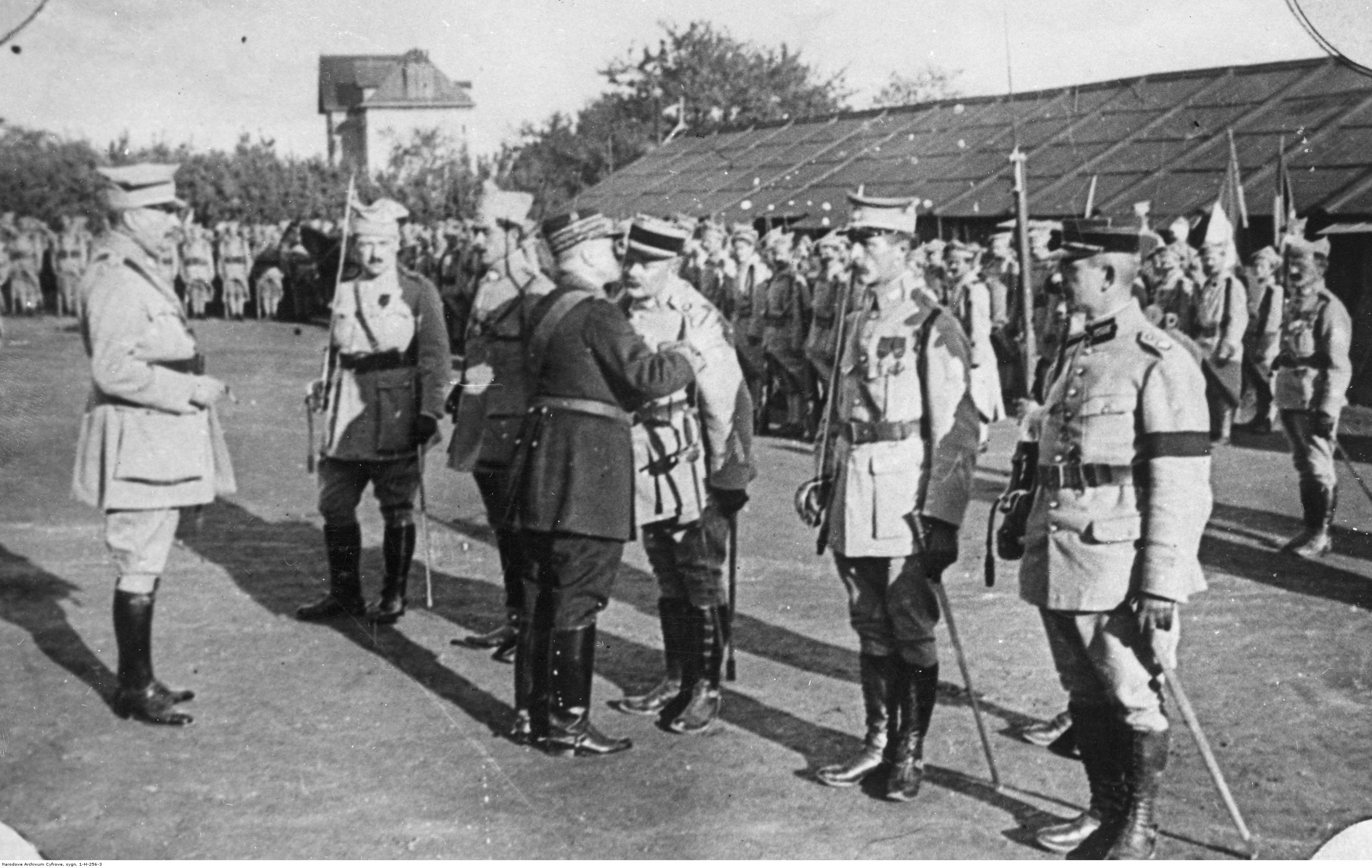
Armia polska we Francji - Sille-le Guillaume. Gen. Louis Archinard dekoruje polskich oficerów; 1917

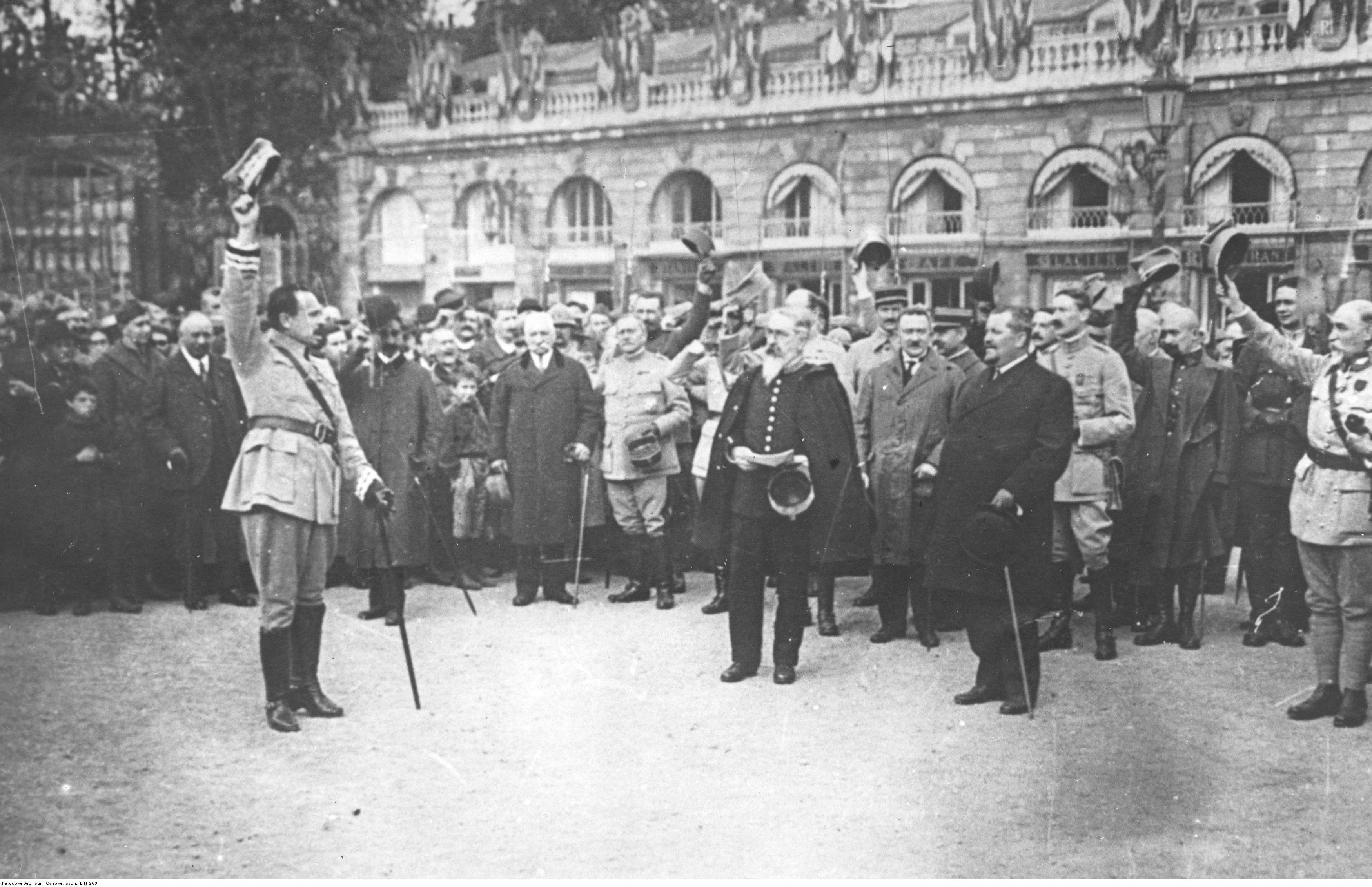
Armia polska we Francji - powitanie generała Józefa Hallera; lipiec 1918 r.

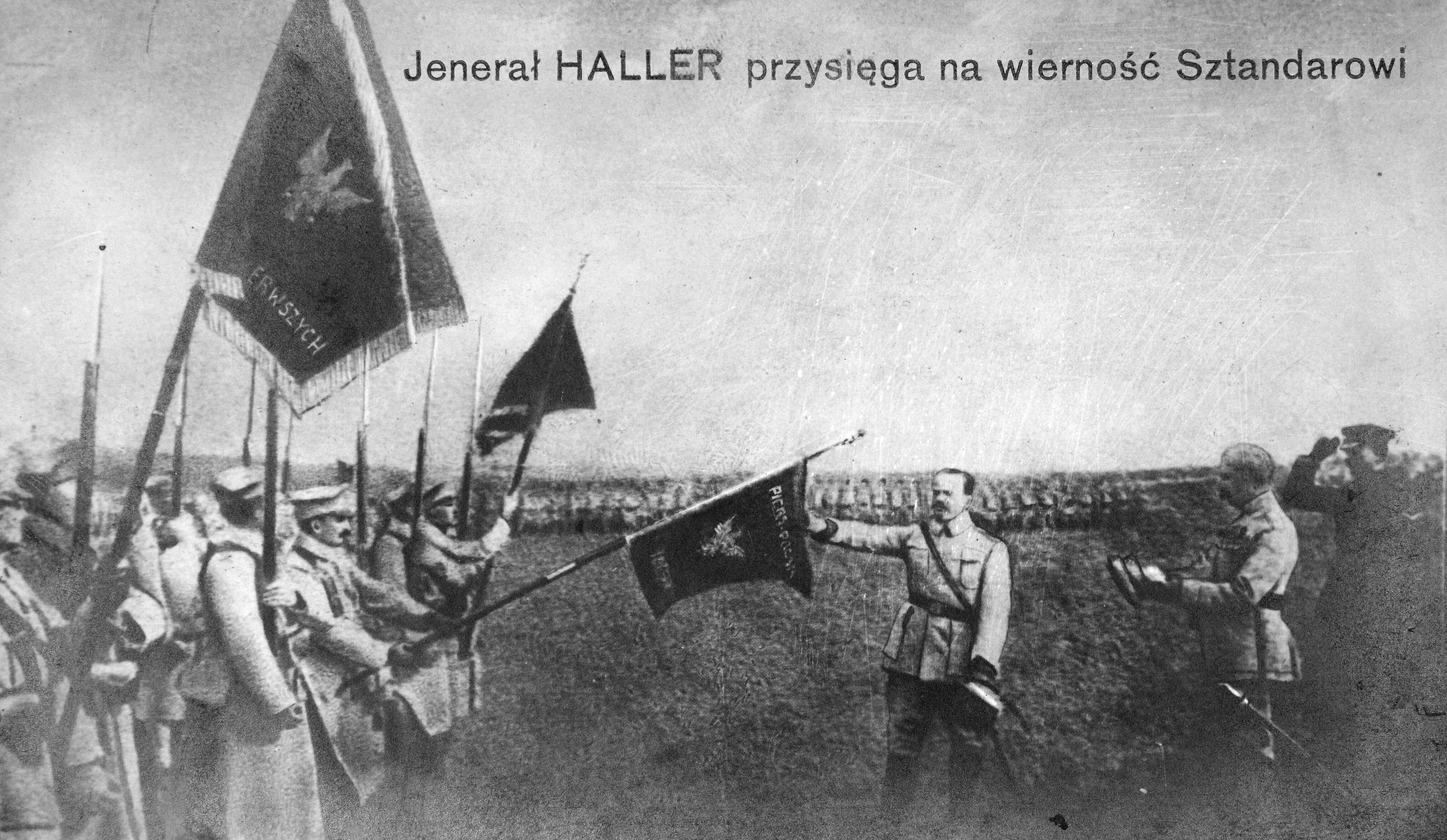
Józef Haller przysięga na sztandar Armii Polskiej

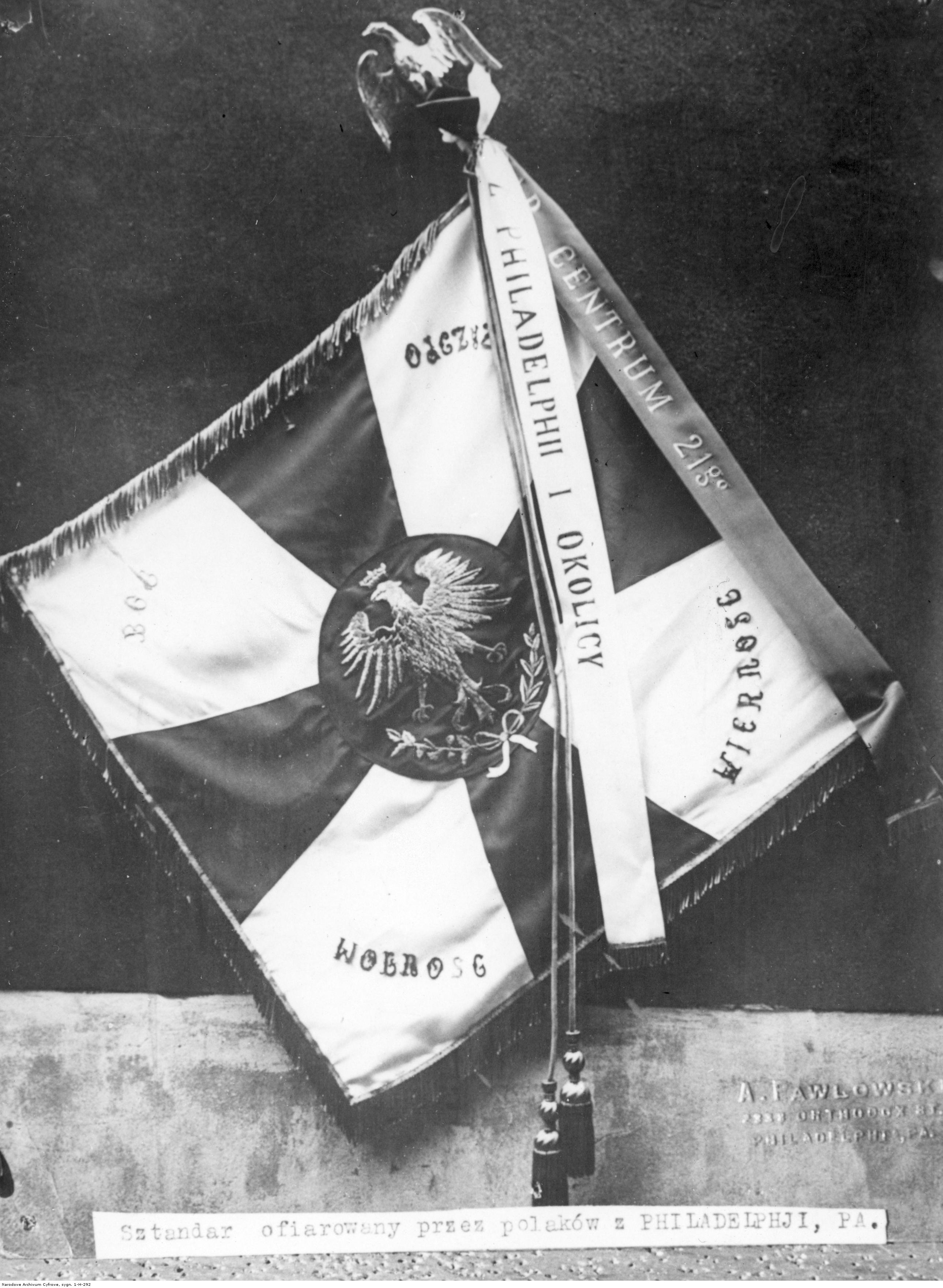
Sztandar ofiarowany Armii Polskiej we Francji przez mieszkańców Filadelfii

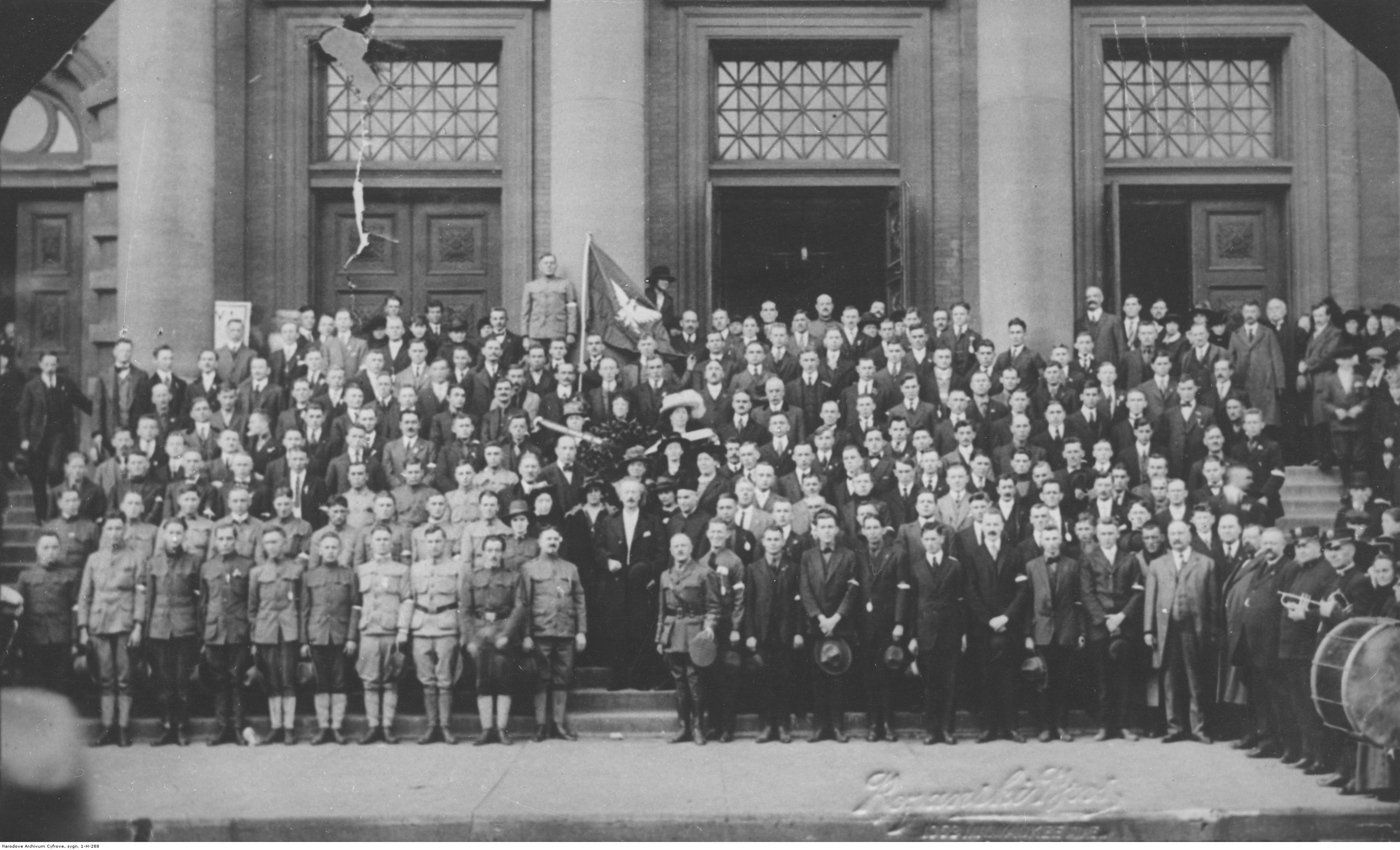
Grupa ochotników do Armii Polskiej we Francji - Chicago

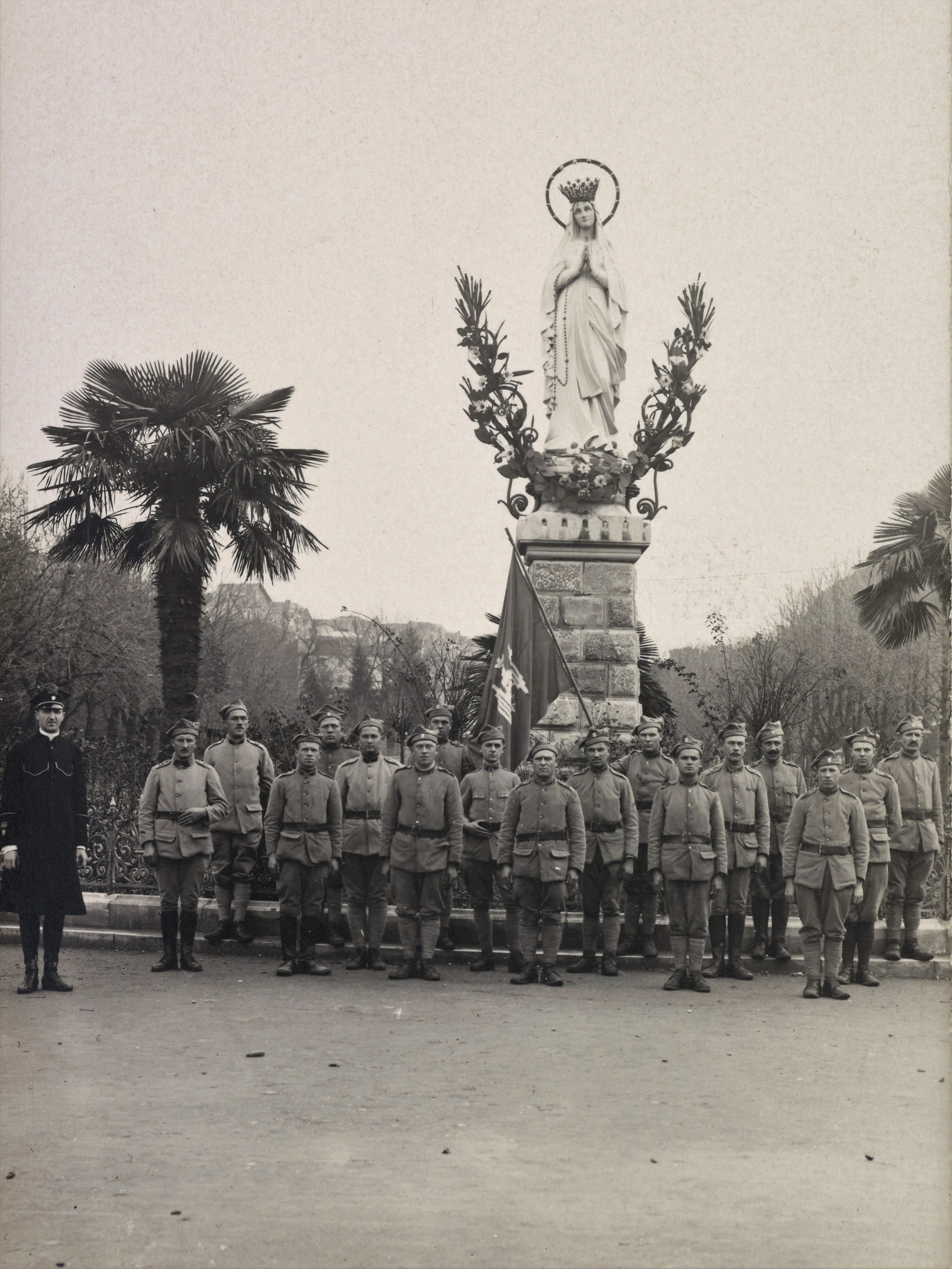
Ochotnicy ze Stanów Zjednoczonych i Kanady w drodze do Francji

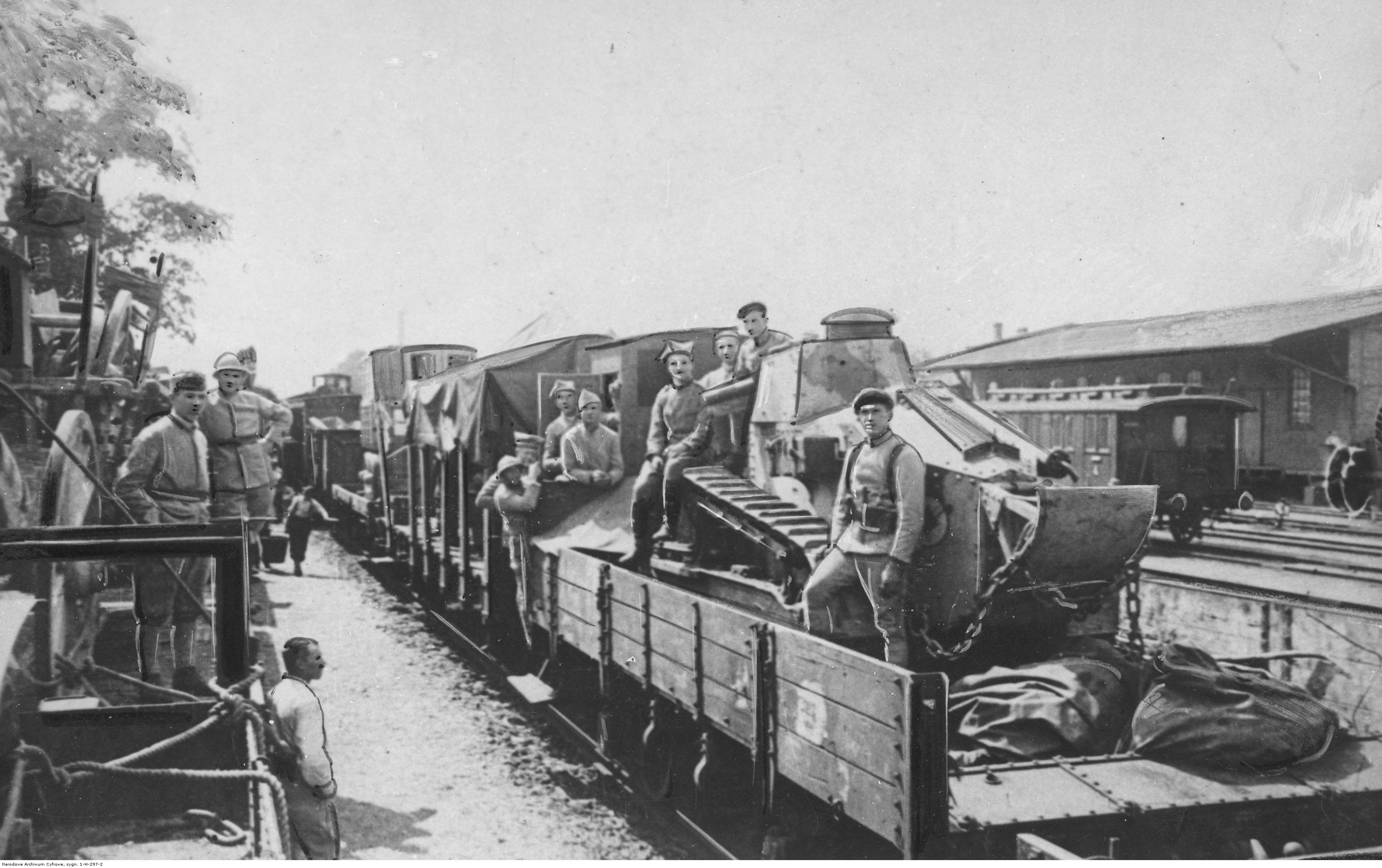
Transport oddziałów armii gen. Józefa Hallera z Francji do Polski - czołg Renault FT-17

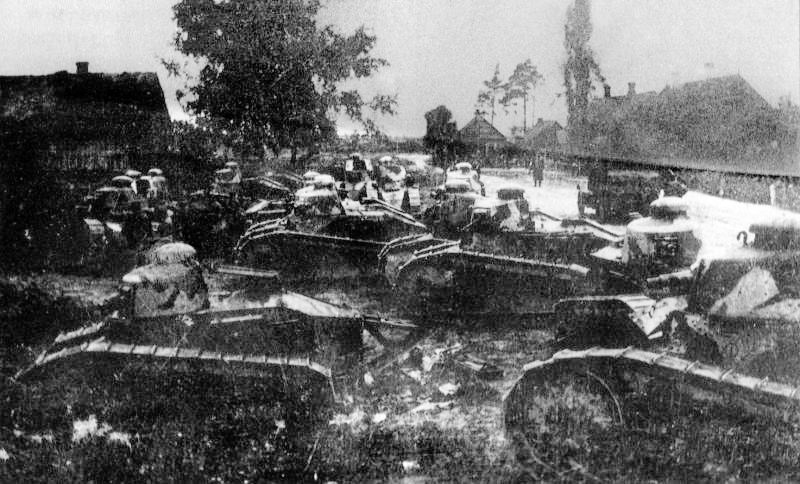
Czołg FT-17 1 Pułku, okolice Dyneburga

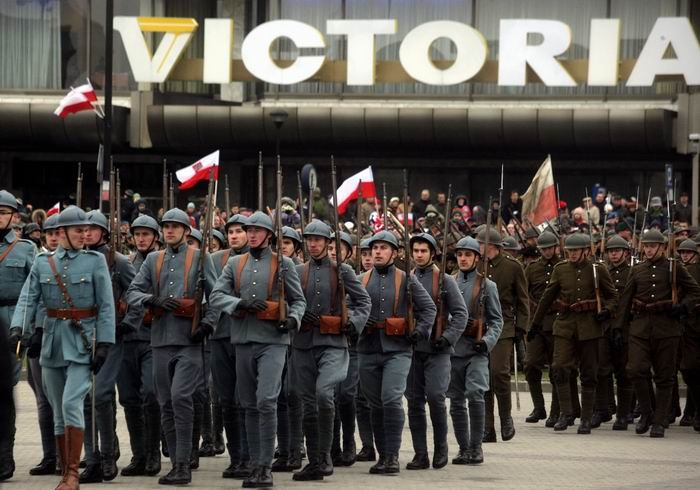
Żołnierze w historycznych mundurach błękitnej armii w czasie obchodów Narodowego Święta Niepodległości, Warszawa, 11 listopada 2007

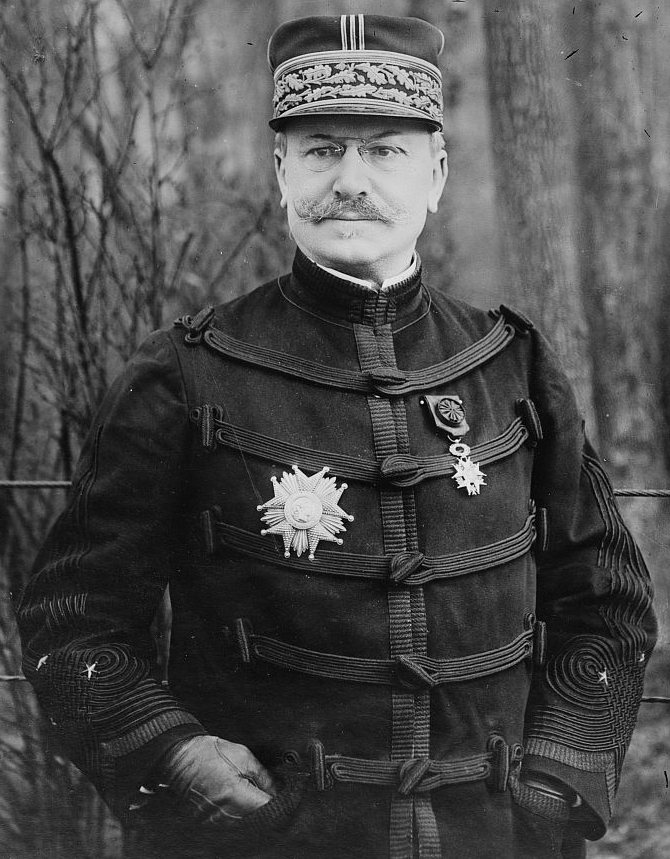
Louis Archinard, pierwszy dowódca Armii Polskiej we Francji

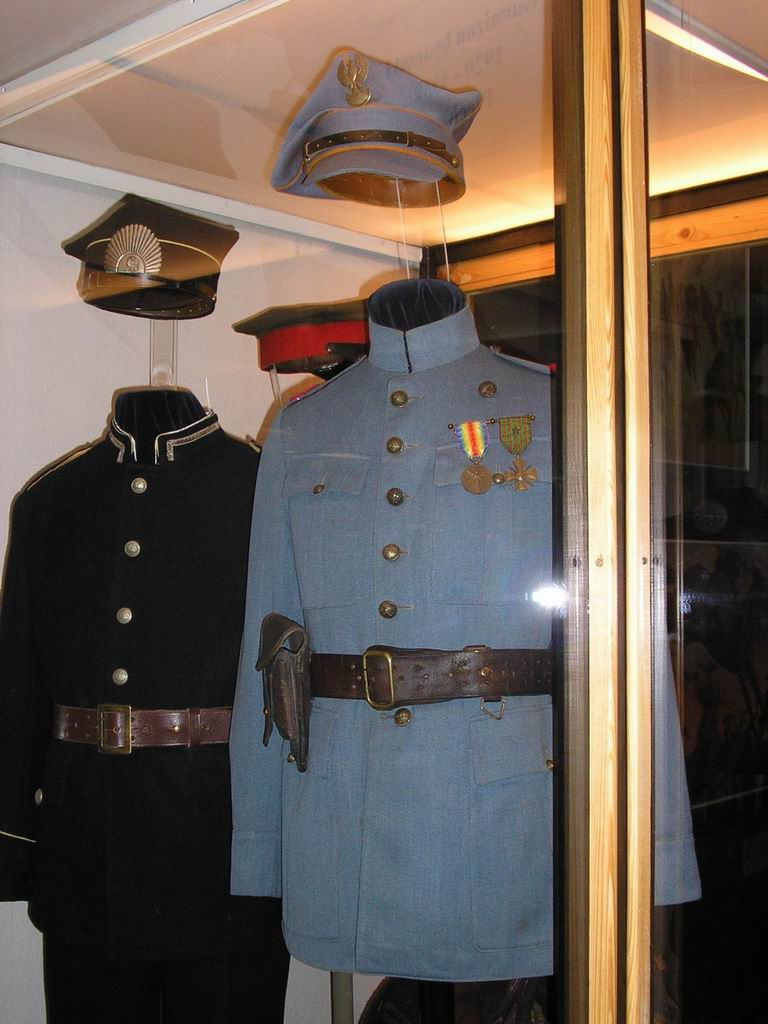
Mundur oficera błękitnej armii ze zbiorów Muzeum POW w Bydgoszczy

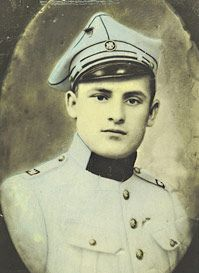
Żołnierz Armii Polskiej we Francji

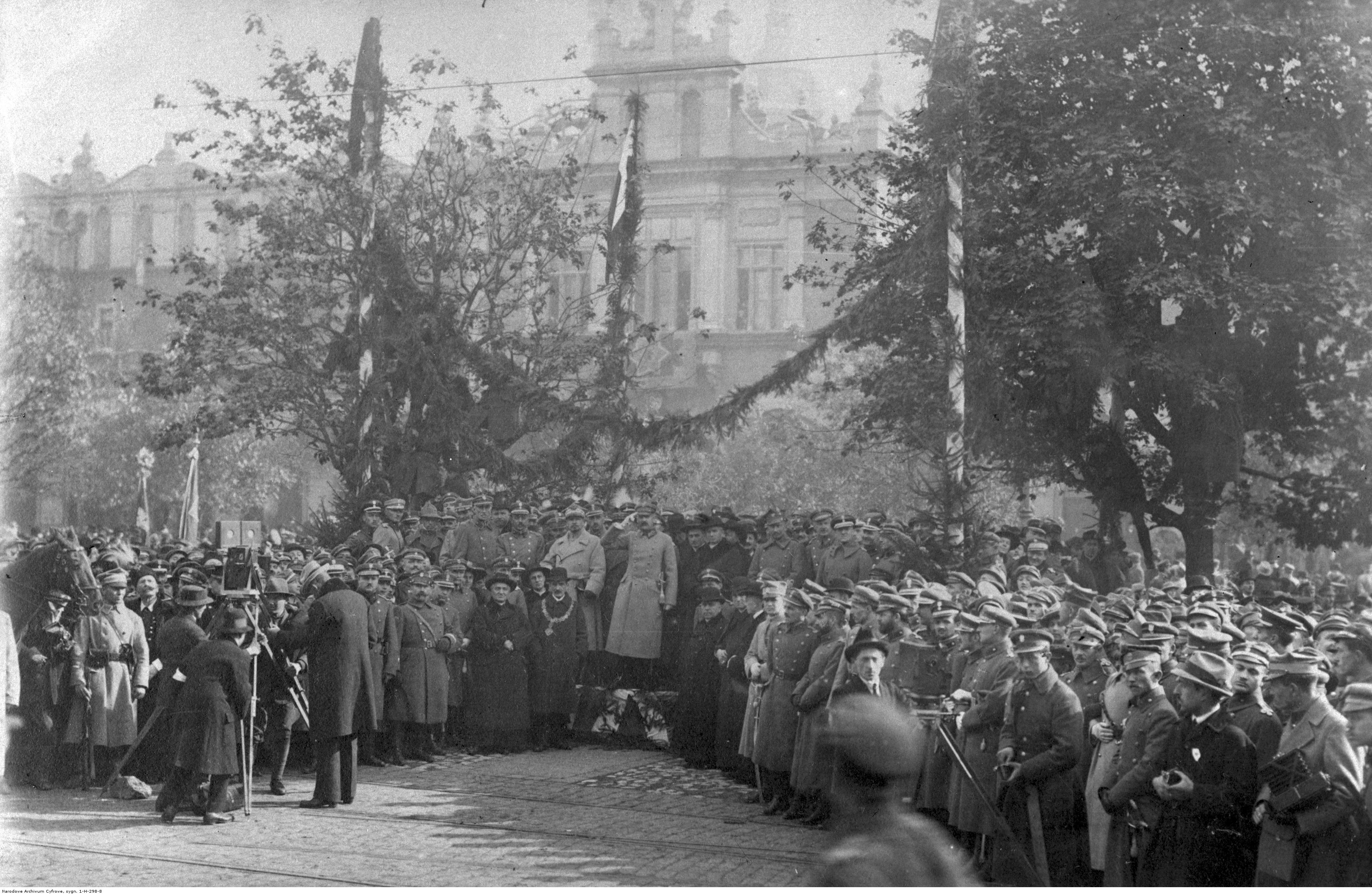
Święto Zjednoczenia Armii Polskiej

Armia Polska we Francji, zwana też Błękitną Armią (fr. L’Armée bleue od koloru francuskich mundurów) lub Armią Hallera – polska ochotnicza formacja wojskowa powstała w czasie I wojny światowej w roku 1917, powołana dekretem prezydenta Francji Raymonda Poincarégo 4 czerwca 1917 z inicjatywy Romana Dmowskiego oraz kierowanego przez niego Komitetu Narodowego Polskiego. Do czasu przebazowania do Polski podlegała rozkazom dowództwa francuskiego.

## Geneza
Tuż po wybuchu I wojny światowej koła polskie we Francji zwróciły się do rządu francuskiego o wyrażenie zgody na formowanie sił zbrojnych na terenie swojej drugiej ojczyzny. 21 sierpnia 1914 rząd Francji wyraził na to zgodę. Armia została zorganizowana na zasadzie zaciągu ochotniczego spośród Polaków służących w wojsku francuskim, polskich jeńców wojennych z armii państw centralnych, a także z polskiej emigracji z Francji, Stanów Zjednoczonych, Kanady (poprzez Obóz Kościuszko) i Brazylii. Kilkuset Polaków, w większości członków Sokoła i Strzelca, zameldowało się w punktach meldunkowych. Pierwszą, 180-osobową, polską kompanię rekrucką skierowano 25 sierpnia do obozu szkoleniowego w Bajonnie (stąd nazwa Bajończycy). Po przeszkoleniu wcielono Polaków jako 2. kompanię do 1. Pułku Legii Cudzoziemskiej. W ciężkich walkach stan osobowy polskiej kompanii stopniał do kilkudziesięciu, ale postawa w walkach zyskała Polakom sławę i uznanie Francuzów. Sztandar Polaków, według projektu Xawerego Dunikowskiego, został udekorowany w 1918 roku Croix de Guerre. Z dalszych ochotników nie tworzono jednak czysto polskich oddziałów ze względu na sprzeciw Rosji – sojusznika Francji. Kierowano ich do jednostek francuskich.
Jeszcze przed powołaniem komitetu werbunkowego powstał komitet organizacyjny armii polskiej we Francji, w skład którego weszli Wacław Gąsiorowski, Jan Danysz, Antoni Szawklis, Bolesław Bronisławski, Bronisław Kozakiewicz, Bolesław Motz.
Do formowania polskich oddziałów we Francji powrócono po podpisaniu przez prezydenta Raymonda Poincarégo dekretu 4 czerwca 1917 roku. Uznanie we wrześniu 1917 przez Francję i następnie przez Wielką Brytanię, Włochy i Stany Zjednoczone Komitetu Narodowego Polskiego za oficjalnego reprezentanta spraw polskich dało możliwość podporządkowania Armii polskiemu dowództwu.
Na mocy porozumienia z rządem Francji Komitet Narodowy Polski uzyskał 28 września 1918 roku pełną kontrolę polityczną nad Armią. Wskutek porozumienia została ona uznana za „autonomiczną armię sojuszniczą walczącą pod wyłącznym polskim dowództwem” (armee autonome alliee et belligerante sous un commandement polonais unique). Francuskiego dowódcę 4 października 1918 zastąpił gen. Józef Haller.
W miesiąc później w obozie Sillé-le-Guillaume (region Loary) powstały pierwsze polskie oddziały, a 8 stycznia 1918 roku utworzono dwubatalionowy 1 Pułk Strzelców Polskich (dowódca płk Jasieński). Główny trzon stanowili Polacy z USA, zgłaszający się na apel Ignacego Jana Paderewskiego oraz emigranci z Kanady i Francji. Później doszli Polacy z przebywających we Francji i ogarniętych fermentem rewolucji dywizji rosyjskich. Oficerami byli głównie Francuzi. W czerwcu odbyła się uroczystość wręczenia pułkom sztandarów ufundowanych przez miasta Paryż, Nancy, Verdun i Belfort.
Pierwszym dowódcą był Francuz, generał Louis Archinard.
Z jednostek polskich w końcowych walkach I wojny światowej uczestniczył tylko 1 Pułk Strzelców od lipca 1918 w Szampanii, a od połowy października 1918 także 1 Dywizja Strzelców Polskich, która zajęła odcinek frontu w Wogezach.
Zakończenie działań wojennych na Zachodzie przyspieszyło rozwój organizacyjny Armii. Przestało istnieć wiele trudności związanych z rekrutacją i wcieleniem Polaków do Armii, zwłaszcza we Włoszech. Pozyskano tam ok. 25 tys. żołnierzy – byłych jeńców z armii austro-węgierskiej. Armia gen. Hallera organizowana była na bazie korpusów i dywizji, organizacyjnie odpowiadających armii francuskiej, wyposażonych i uzbrojonych sprzętem i uzbrojeniem demobilizowanych jednostek francuskich. Armia przyjęła błękitny kolor mundurów, stąd zwano ją „błękitną”. Armia Hallera była najlepiej wyszkoloną, uzbrojoną i wyposażoną częścią WP.
Według stanu na dzień 1 kwietnia 1919 roku organizacja armii wyglądała następująco:
- I korpus, gen. Dominique Joseph Odry
  - 1 Dywizja Strzelców, gen. Joseph Jean Bernard
    - 1 pułk strzelców polskich
    - 2 pułk strzelców polskich
    - 3 pułk strzelców polskich

  - 2 Dywizja Strzelców, gen. Louis Modelon
    - 4 pułk strzelców polskich
    - 5 pułk strzelców polskich
    - 6 pułk strzelców polskich

  - 3 Dywizja Strzelców, gen. Eugène-Auguste Petitdemange
    - 7 pułk strzelców polskich
    - 8 pułk strzelców polskich
    - 9 pułk strzelców polskich
- III korpus, gen. André Joseph Emmanuel Massenet (od 28 marca 1919 roku)[8].
  - 6 Dywizja Strzelców, gen. Denis de Champeaux
    - 10 pułk strzelców polskich
    - 11 pułk strzelców polskich
    - 12 pułk strzelców polskich

  - 7 Dywizja Strzelców, gen. Laurent Louis Adrian Bonnin
    - 19 pułk strzelców polskich
    - 20 pułk strzelców polskich
    - 21 pułk strzelców polskich

Dodatkowo w maju i czerwcu 1919 powstała Dywizja Instrukcyjna gen. Léonce Charles Moineville w składzie:
- pięć pułków piechoty
- jeden szwadron kawalerii
- jeden batalion inżynieryjny.

Zasadniczy wzrost liczebności armii nastąpił już po wojnie, składała się wówczas z dwóch korpusów – I i III, dwóch samodzielnych dywizji strzelców, pułku czołgów i oddziałów lotniczych.

## Skład Armii

### I Korpus
sformowany na bazie francuskiego 36 Korpusu
- 1 Dywizja Strzelców Polskich – późniejsza 13 Kresowa Dywizja Piechoty
  - 1 pułk strzelców polskich – późniejszy 43 pułk strzelców Legionu Bajończyków
  - 2 Pułk Strzelców Polskich – późniejszy 44 pułk strzelców Legii Amerykańskiej
  - 3 pułk strzelców polskich – późniejszy 45 Pułk Piechoty Strzelców Kresowych
- 2 Dywizja Strzelców Polskich – sformowana na bazie 2 dywizji marokańskiej; późniejsza 11 Karpacka Dywizja Piechoty
  - 4 pułk strzelców polskich – sformowany we Włoszech w obozach jenieckich w Santa Maria i Casagiove pod Mediolanem w listopadzie 1918 jako 1 Pułk Strzelców Polskich im. J. H. Dąbrowskiego; na początku stycznia 1919 wyjechał do Francji i tam został przemianowany na 4 Pułk Strzelców Polskich; po powrocie do kraju pn. 46 Pułk Piechoty Strzelców Kresowych, a od 1921 5 Pułk Strzelców Podhalańskich
  - 5 Pułk Strzelców Polskich – sformowany w grudniu 1918 w Santa Maria Capua Vetere jako I batalion 2 Pułku Strzelców Polskich im. T. Kościuszki; w styczniu 1919 przybył do kraju i stał się kadrą 5 Pułku Strzelców Polskich; został rozlokowany w Hrubieszowie; we wrześniu 1919 przemianowany na 47 Pułk Piechoty Strzelców Kresowych, a 10 października 1921 otrzymał ostateczną nazwę 6 Pułk Strzelców Podhalańskich
  - 6 Pułk Strzelców Polskich – późniejszy 48 Pułk Piechoty Strzelców Kresowych
- 1 Pułk Artylerii Ciężkiej

### II Korpus
Armii Hallera podporządkowano także polskie formacje wojskowe w Rosji:
- 4 Dywizję Strzelców Polskich gen. Lucjana Żeligowskiego działającą na Kubaniu; późniejsza 10 Dywizja Piechoty
  - 13 pułk strzelców polskich – późniejszy 28 Pułk Strzelców Kaniowskich
  - 14 Pułk Strzelców Polskich – późniejszy 29 Pułk Strzelców Kaniowskich
  - 15 Pułk Strzelców Polskich – późniejszy 31 Pułk Strzelców Kaniowskich oraz 49 Huculski Pułk Strzelców
  - 1 Pułk Ułanów
  - 6 Pułk Ułanów
- 5 Dywizję Strzelców Polskich, zwaną też Dywizją Syberyjską, płk. Waleriana Czumy; późniejsza 30 Poleska Dywizja Piechoty
  - 16 pułk strzelców polskich – sformowany 1 lipca 1918 na Syberii jako 1 Pułk Strzelców Polskich im. Tadeusza Kościuszki; późniejszy 82 Syberyjski Pułk Piechoty
  - 17 Pułk Strzelców Polskich – późniejszy 83 Pułk Strzelców Poleskich
  - 18 Pułk Strzelców Polskich – późniejszy 84 Pułk Strzelców Poleskich

Obie dywizje stanowić miały II Korpus Polski.

### III Korpus
sformowany na bazie francuskiego 38 Korpusu
- 3 Dywizja Strzelców Polskich – sformowana w Darney na bazie francuskiej 71 Dywizji
  - 7 pułk strzelców polskich – do marca 1920 jako 49 Pułk Strzelców Kresowych; później połączony z 65 Starogardzkim Pułkiem Piechoty
  - 8 pułk strzelców polskich – późniejszy 50 Pułk Piechoty Strzelców Kresowych
  - 9 pułk strzelców polskich – późniejszy 51 Pułk Piechoty Strzelców Kresowych
- 6 Dywizja Strzelców Polskich – sformowana w Arches na bazie francuskiej 74 Dywizji; późniejsza 12 Dywizja Piechoty
  - 10 pułk strzelców polskich – późniejszy 52 Pułk Piechoty Strzelców Kresowych
  - 11 Pułk Strzelców Polskich – późniejszy 53 Pułk Piechoty Strzelców Kresowych
  - 12 pułk strzelców polskich – późniejszy 54 Pułk Piechoty Strzelców Kresowych
- 3 Pułk Artylerii Ciężkiej

### Oddziały samodzielne
- 7 Dywizja Strzelców Polskich – w stadium organizacji; formowana w Lure na bazie francuskiej 154 Dywizji
  - 19 pułk strzelców polskich
  - 20 pułk strzelców polskich
  - 21 pułk strzelców polskich
- Dywizja Instrukcyjna (skadrowana)
- 1 pułk czołgów[9].

### Kawaleria Armii Polskiej we Francji
W okresie od marca do maja 1919 we Francji sformowane zostały trzy pułki szwoleżerów i jeden szwadron szkolny. Każdy pułk składać się miał z dwóch dywizjonów, a te z kolei z dwóch szwadronów i plutonu karabinów maszynowych. W przyjętej organizacji pułk był jednostką ewidencyjną, a dywizjon taktyczną. Liczba dywizjonów odpowiadała liczbie dywizji strzelców. Dywizjony miały działać jako kawaleria dywizyjna.
- 1 pułk szwoleżerów – ppłk Maurycy Gąssowski[10]
- 3 pułk szwoleżerów – ppłk de Hermalt[10]
- 4 pułk szwoleżerów
- szwadron instrukcyjny

Szkolenie odbywało się w koszarach francuskich w departamentach Ormii Sarthe i Haute Saone.
W czerwcu i lipcu 1919 przeprowadzona została reorganizacja jazdy: 4 p.szw. przemianowany został na I dywizjon 1 Pułku Dragonów Kresowych, natomiast 1 i 3 pułki szwoleżerów połączone zostały w 4 pułk dragonów kresowych.

### Awiacja Armii Polskiej we Francji
- 39 eskadra Breguetów
- 59 eskadra Breguetów
- 66 eskadra Breguetów
- 162 eskadra Spadów
- 580 eskadra Salmsonów
- 581 eskadra Salmsonów
- 582 eskadra Salmsonów
- 1 park lotniczy
- Francuska Szkoła Pilotów

## Wyjazd do Polski
Po przedłużających się pertraktacjach z Anglią i Niemcami dotyczącymi przejazdu polskiej armii przez Gdańsk, 8 kwietnia gen. Foch wydał rozkaz dotyczący porządku wyjazdu i ustalono daty:
- 14 kwietnia: kwatera główna gen. Hallera, 1 dywizja, oddziały lotnicze
- 22 kwietnia: 2 Dywizja
- 6 maja: 3 Dywizja
- 13 maja: 6 Dywizja
- 3 czerwca: 7 Dywizja

Przejazd oddziałów przez terytorium Rzeszy odbywał się bez broni, którą przewożono w oddzielnych zaplombowanych wagonach. Do każdego pociągu przydzielono 2 oficerów alianckich, którzy mieli załatwiać kwestie sporne. Za I Korpusem wysłano też żywność na 8 dni dla 50000 ludzi i 10000 koni.
16 kwietnia pierwszym pociągiem odjechał gen. Haller z częścią sztabu, który przekroczył granicę polską w nocy z 19 na 20 kwietnia 1919 i jako pierwszy transport żołnierzy Armii stanął na ziemi polskiej w Kąkolewie. Józef Haller wysłał z Leszna Wielkopolskiego depeszę do Józefa Piłsudskiego informującą o tym fakcie. Generał otrzymał depeszę z następującą odpowiedzią (pisownia oryginalna):

Przyjemnie mi było w świeżo zdobytym Wilnie z zachodniego końca Polski otrzymać od Generała depeszę o Jego przyjeździe do kraju. Proszę w moim imieniu wyrazić podwładnym Mu oficerom i żołnierzom moją radość z przybycia ich do Ojczyzny i pewność, że jak każdy prawy żołnierz polski, osłonią zwycięsko zagrożone granice kraju.

W dniu 26 kwietnia 1919 roku przetransportowano te oddziały do Chełma. W maju 1919 roku wojska te zostały wysłane na front polsko-rosyjski i następnie wzięły udział w wielu walkach z Armią Czerwoną – głównie z konnicą gen. Siemiona Budionnego. Transport oddziałów Armii do ojczyzny trwał od kwietnia do czerwca 1919 roku. Armia liczyła wtedy ok. 70 tys. żołnierzy w pięciu dywizjach piechoty, dywizji szkolnej (instrukcyjnej), pułku czołgów i 7 eskadrach lotniczych. Przywiozła także dużą ilość sprzętu i uzbrojenia, co umożliwiło uzbrojenie powstających w kraju jednostek WP. Większość oficerów stanowili Francuzi, a od września 1919 zastępowani byli oficerami polskimi. Wielu oficerów francuskich pozostało w WP do końca 1920 roku. Armia wzięła także udział w wojnie polsko-ukraińskiej w Galicji Wschodniej i na Wołyniu, tworząc bazę Frontu Galicyjskiego. W październiku 1920 dywizjon otrzymał nazwę 2 Pułk Strzelców Konnych i został mu przydzielony garnizon w Hrubieszowie.
1 września 1919 przeformowano dowództwo Armii i dowództwa korpusów, a dywizje po przeformowaniu i przemianowaniu włączono we wrześniu 1919 organizacyjnie do Wojska Polskiego. W ten sposób utworzono 11 Dywizję Piechoty (DP) z 2 Dywizji Strzelców (DS), 12 DP z 6 DS, 13 DP z 1 DS oraz 18 DP z 7 DS. Grupę gen. Petidemagne’a z 3 DS, Grupę gen. Bonina z 7 DS, a z dywizji (instrukcyjnej) szkolnej utworzono Grupę gen. Tranie. Z hallerowskich pułków stworzono z 1 pancernego pułku czołgów oraz ze strzeleckich: 3, 4, 5, 6 i 10 pułki strzelców podhalańskich. Hallerowski rodowód także miały 4, 5, 6 i 10 pułki strzelców konnych oraz 4, 16, 17, 18, 19 eskadry lotnicze WP. Jednostki te walczyły w wojnie polsko-bolszewickiej, a po okresie służby pokojowej w wojnie obronnej 1939 roku.
W okresie wzrostu napięcia z Niemcami, przed podpisaniem Traktatu Wersalskiego, oddziały Błękitnej Armii zostały przerzucone na granicę zachodnią, tworząc główne siły Frontu Południowo-Zachodniego i Południowego.
Po zakończeniu działań wojennych posłowie na Sejm Ustawodawczy z Narodowo-Chrześcijańskiego Klubu Robotniczego, m.in.: Bigoński, ks. dr Władysław Chrzanowski, Fiołka i inni, domagali się wzięcia zdemobilizowanych żołnierzy Błękitnej Armii pod opiekę i potraktowania ich na równi w prawach z żołnierzami 5 Dywizji Syberyjskiej.
W II Rzeczypospolitej funkcjonowało Stowarzyszenie Weteranów b. Armii Polskiej we Francji.

## Upamiętnienie
- Uchwałą Rady Miasta Lwowa z 21 listopada 1938 ustanowiono w tym mieście ulicę Błękitnej Armii[17].
- W Szczecinie w 2020 r. uchwałą Rady Miasta ustanowiono Rondo Błękitnej Armii[18].
- Historii żołnierzy Błękitnej Armii poświęcono film dokumentalny z 2017 roku Leszka Wiśniewskiego pt. "Błękitna Armia 1917-1919"[19][20]
- 9 października 2023 r. za pośrednictwem Fundacji „Pomoc Polakom na Wschodzie” im. Jana Olszewskiego oraz wsparciu finansowym KPRM odsłonięto w Lesznie pomnik upamiętniający Błękitną Armię[21].

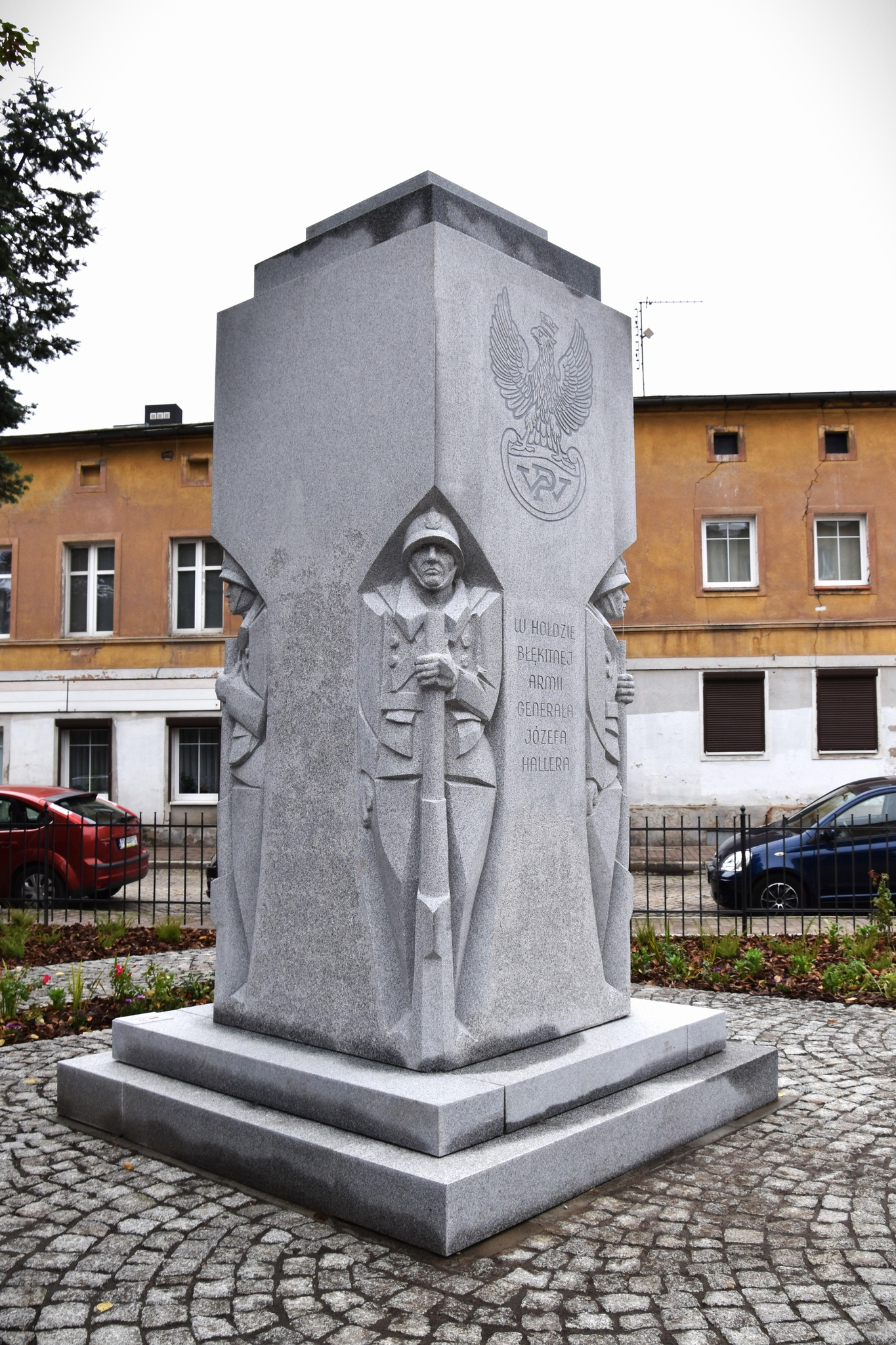
Pomnik upamiętniający Błękitną Armię gen. J. Hallera w Lesznie

## Zobacz też

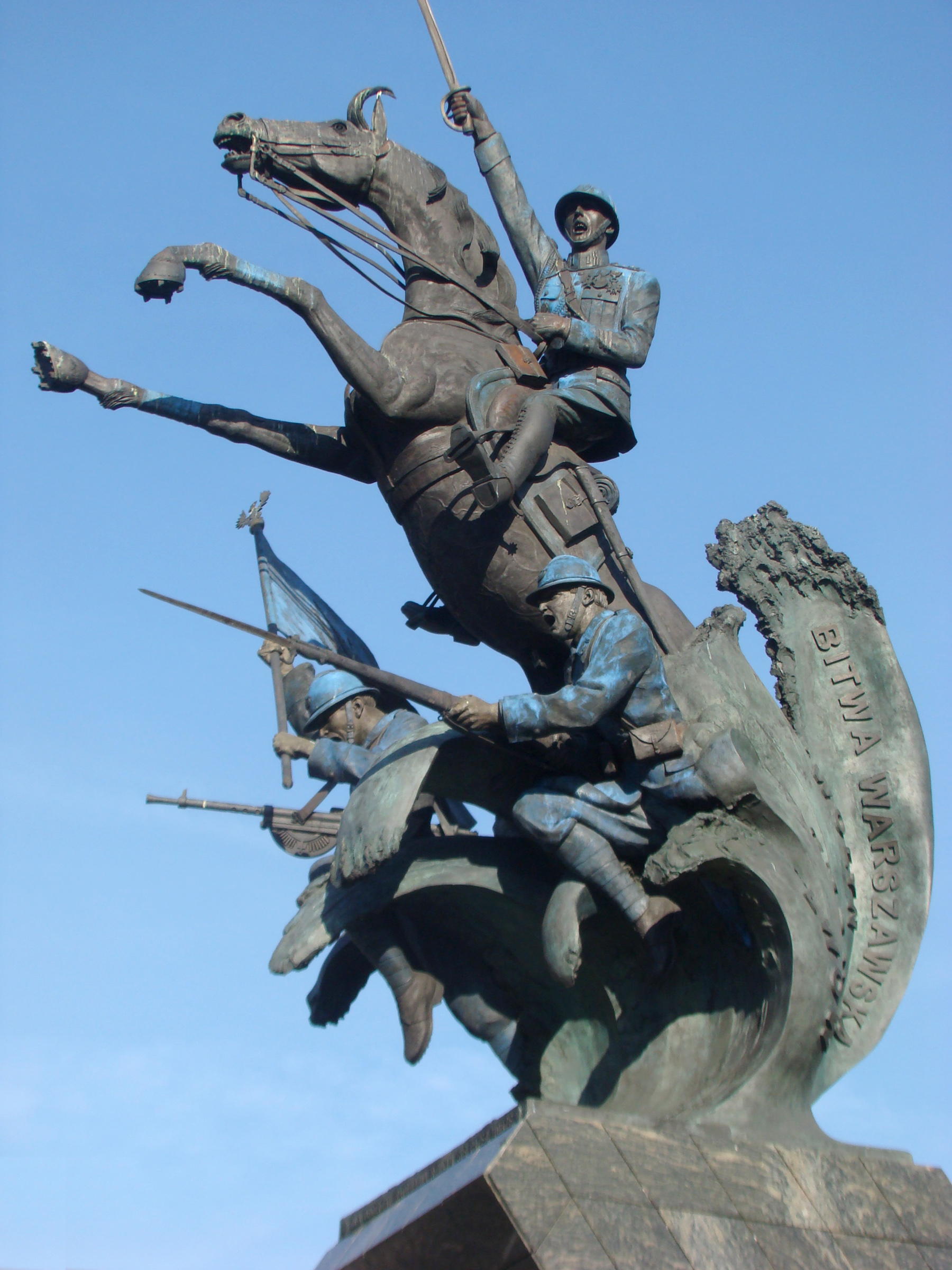
Pomnik Czynu Zbrojnego Polonii Amerykańskiej, odsłonięty w 1998 w Warszawie